# Euscelidia procula
Euscelidia procula är en tvåvingeart som först beskrevs av Walker 1849.  Euscelidia procula ingår i släktet Euscelidia och familjen rovflugor. Inga underarter finns listade i Catalogue of Life.